# Landisburg (Pensilvania)
Landisburg es un borough ubicado en el condado de Perry en el estado estadounidense de Pensilvania. En el año 2000 tenía una población de 195 habitantes y una densidad poblacional de 752.9 personas por km².

## Geografía
Landisburg se encuentra ubicado en las coordenadas 40°20′32″N 77°18′25″O / 40.34222, -77.30694.

## Demografía
Según la Oficina del Censo en 2000 los ingresos medios por hogar en la localidad eran de $31,563 y los ingresos medios por familia eran $36,750. Los hombres tenían unos ingresos medios de $31,786 frente a los $22,500 para las mujeres. La renta per cápita para la localidad era de $15,379. Alrededor del 9.4% de la población estaba por debajo del umbral de pobreza.